# Martin Heinrich
Martin Heinrich (Fallon, 1971. október 17. –) az Amerikai Egyesült Államok Új-Mexikó államának szenátora.